# دافيدي ايسبوسيتو
دافيدي ايسبوسيتو (بالإيطالية: Davide Esposito)‏ هو مغني ومغن مؤلف إيطالي، ولد في القرن العشرين في نابولي في إيطاليا.

## أعماله
- أكتب القصة (أغنية)

## وصلات خارجية
- دافيدي ايسبوسيتو على موقع ميوزك برينز (الإنجليزية)
- دافيدي ايسبوسيتو على موقع ديسكوغز (الإنجليزية)
- دافيدي ايسبوسيتو على موقع ديسكوغز (الإنجليزية)

- الموقع الرسمي